# Luciobrotula coheni
Luciobrotula coheni is een straalvinnige vissensoort uit de familie van de naaldvissen (Ophidiidae). De wetenschappelijke naam van de soort is voor het eerst geldig gepubliceerd in 2009 door Nielsen.